# Pohraniční
Pohraniční (německy Reizenhain) je zaniklá vesnice v okrese Chomutov. Nacházela se v nadmořské výšce okolo 760 m v Krušných horách 5,5 km severozápadně od Hory Svatého Šebestiána, ke které jako místní část patřila. Stála na pravém břehu hraničního potoka Černá a na levém břehu na ni navazovala německá dosud stojící vesnice Reitzenhain. Pohraniční zanikla v roce 1955 vysídlením. Dosud existuje katastrální území Pohraniční s rozlohou 13,27 km².
Zaniklou vesnicí vede lesní cesta s hraničním přechodem pro pěší. Jižně od vesnice vedla zrušená odbočka železniční trati Chomutov–Vejprty z Křimova do Reitzenhainu a na severním okraji začíná přírodní rezervace Prameniště Chomutovky.

## Název
Původní název osada získala podle německé vesnice Reitzenhain, která se nachází v těsném sousedství za státní hranicí. Nejstarší tvar Richizendorf byl odvozen z osobního jména Richizo (zdrobnělina jména Heinrich nebo Richard). V historických pramenech se jméno vyskytuje ve tvarech: Rayczenhayn (1457), Reiczennhan (1560), Reycznhain (1606), Reitzenhayn nebo Reizenhan (1787) a Reizenhan nebo Reizenhain (1846).

## Historie
První písemná zmínka o vesnici pochází z roku 1401, kdy král Václav IV. určil, že přes Pohraniční povede obchodní cesta do Míšně. Okolní krajina byla součástí chomutovského panství, podle jehož urbáře z roku 1560 statek v Pohraniční se dvěma mlýny patřil poddanému Puschmannovi, který z něj dvakrát ročně odváděl poplatek ve výši dvou kop grošů a 48 krejcarů. V roce 1589 statek patřil chomutovské rodině Goldammerů z Behrenfeldu.
V roce 1605 se Chomutov vykoupil z poddanství a koupil také Pohraniční s jedenácti poddanými, jejíž cena byla stanovena na 200 kop míšeňských grošů. Ve vsi byl také svobodný statek Goldammerů, který v roce 1658 vlastnil Kryštof Wohlgemut z Rosentalu. Ke statku patřila také pila, mlýn s náhonem z Černé, právo pastvy dobytka v lese, právo vařit a čepovat pivo, porážet dobytek, péct a lovit ryby v potoce. Tento svobodný statek Chomutov získal až v roce 1696 nebo 1697 a spravoval jej ze svého velkostatku v Krásné Lípě.
Příhraniční poloha na obchodní cestě přinášela vesnici prosperitu, ale ve válečných dobách také obtíže. Procházela tudy vojska, kvůli kterým museli obyvatelé během třicetileté války budovat zátarasy a polní opevnění. Stejnou povinnost měli během sedmileté války, ze které je zaznamenáno 22 průchodů pruského vojska do okolí Chomutova. V roce 1759 Prusové tábořili u Hory Svatého Šebestiána a drancovali okolí. Škody napáchali také domácí vojáci během napoleonských válkách.

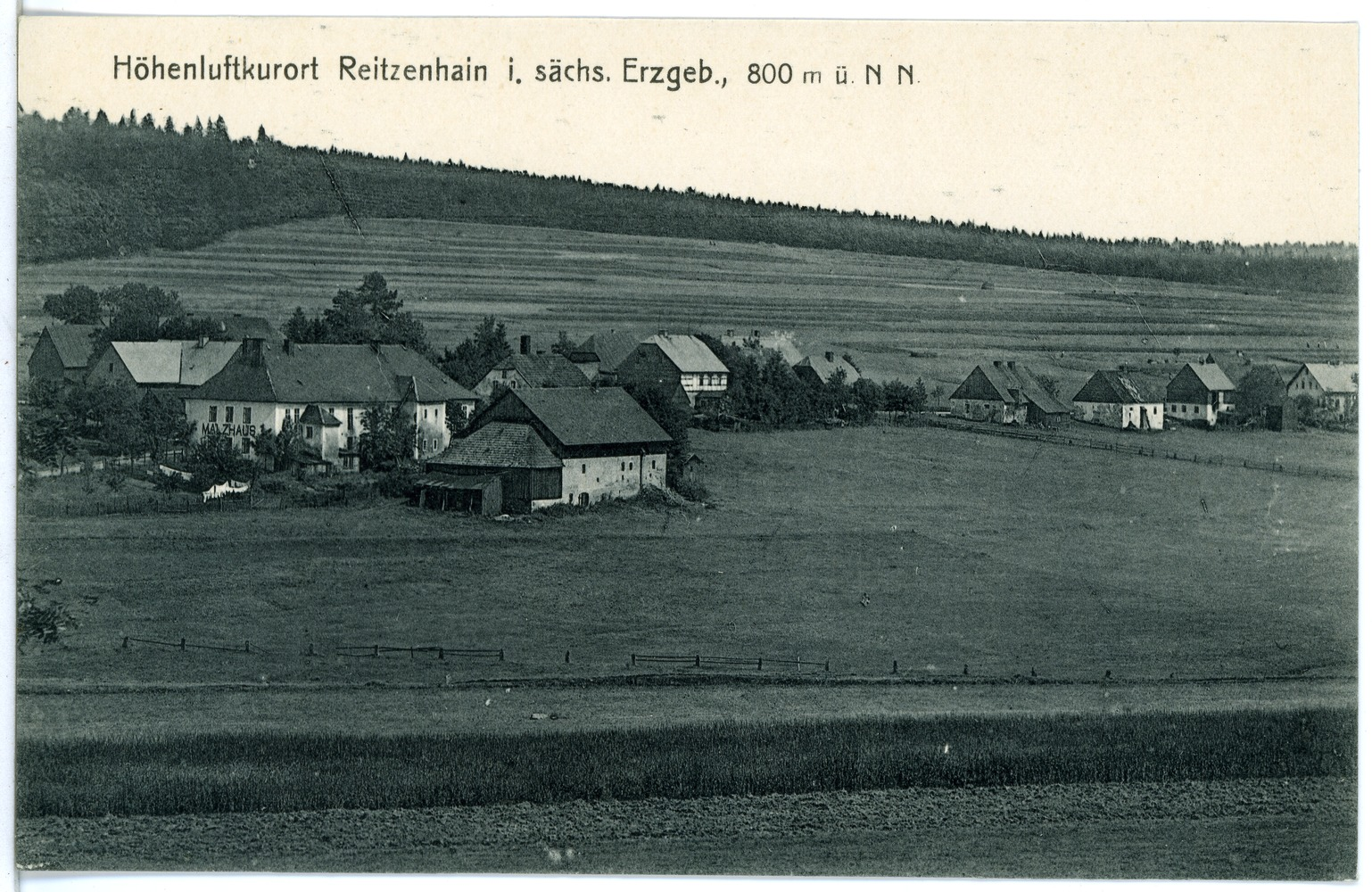
Pohraniční v roce 1918

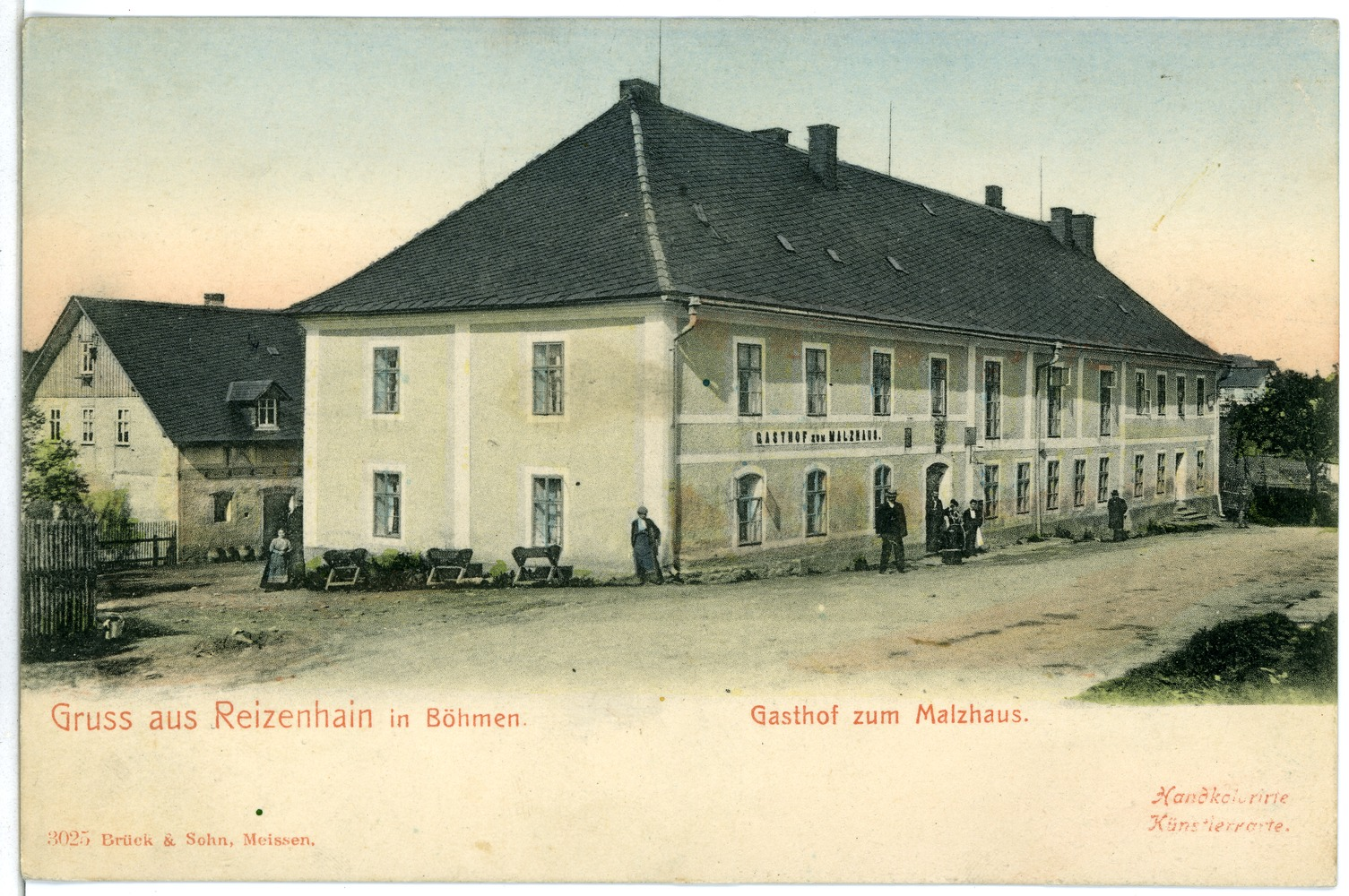
Hostinec zum Malzhaus v roce 1903

Koncem osmnáctého století se kromě služeb poskytovaných formanům rozšířilo zpracování dřeva (soustružnictví a výroba hraček) a výroba krajek. Určité oživení přineslo až otevření železniční trati do Reitzenhainu v roce 1874, v důsledku něhož však zanikla formanská doprava a řemesla s ní spojená. Přestože koncem devatenáctého století bylo kolem vsi asi padesát hektarů zemědělské půdy, výnos z ní byl kvůli nepříznivým klimatickým podmínkám malý a sloužil jen pro vlastní potřebu obyvatel. Postupně ustala i drobná domácí výroba textilu a hlavním zdrojem obživy tak zůstala práce v lese. Na počátku dvacátého století ve vsi provozovali řemeslo dva zedníci, dva ševci, krejčí, kolář, truhlář a tesař. Ze služeb fungovaly tři obchody se smíšeným zbožím a tři hostince. Lidé také začali pronajímat volné místnosti letním hostům z Drážďan, Lipska a Chemnitz.
Škola byla v Pohraniční už před rokem 1780. Nová školní budova byla otevřena v roce 1883 a stará škola začala sloužit jako chudobinec. Od roku 1937 byla ve škole otevřena jedna třída pro české děti. Ostatní služby byly v Hoře Svatého Šebestiána, ale lidé z Pohraniční často využívali možnosti, které nabízel bližší Reitzenhain. Na počátku dvacátých let dvacátého století byla vesnice elektrifikována připojením k saské rozvodné síti.
Koncem druhé světové války vsí procházely pochody smrti a přibližně 1 500 vězňů z koncentračních táborů bylo zastřeleno, když na reitzenhainském nádraží čekali v železničních vagonech na osvobození. Po válce došlo k vysídlení Němců z Československa. Prvních asi osmdesát obyvatel ze 140 Němců se muselo vystěhovat už 18. srpna 1945. Shromažďovali se v Köllnerově hostinci a ve škole, odkud byli další den převedeni přes hranici do Saska. Pohybu přes hranici zde až do šedesátých let dvacátého století bránily drátěné zátarasy. Počet obyvatel vsi klesl přibližně na desetinu předválečného počtu a úbytek dále pokračoval až se vesnice vylidnila a roku 1955 úředně zanikla. Většinu domů zbourala armáda. V padesátých letech zde zůstaly jen policejní stanice a tři domy, ve kterých příležitostně bydleli lesní dělníci. Kaple na bývalém hřbitově a železniční zastávka byly přestavěny na rekreační objekty.

## Obyvatelstvo
Při sčítání lidu v roce 1921 zde žilo 199 obyvatel (z toho 99 mužů), z nichž byli čtyři Čechoslováci, 194 Němců a jeden cizinec. Kromě devíti evangelíků se hlásili k římskokatolické církvi. Podle sčítání lidu z roku 1930 měla vesnice 223 obyvatel: šestnáct Čechoslováků, 199 Němců a osm cizinců. S výjimkou osmnácti evangelíků a tří lidí bez vyznání se ostatní hlásili k římskokatolické církvi.
|           | 1869 | 1880 | 1890 | 1900 | 1910 | 1921 | 1930 | 1950 | 1961 | 1970 | 1980 | 1991 | 2001 | 2011 |
| --------- | ---- | ---- | ---- | ---- | ---- | ---- | ---- | ---- | ---- | ---- | ---- | ---- | ---- | ---- |
| Obyvatelé | 224  | 243  | 252  | 235  | 200  | 199  | 223  | 26   | .    | .    | .    | .    | .    | 1    |
| Domy      | 25   | 31   | 31   | 31   | 32   | 32   | 35   | 30   | .    | .    | .    | .    | .    | .    |

## Obecní správa
Po zrušení poddanství se Pohraniční stala samostatnou obcí, kterou byla ještě při sčítání lidu v roce 1930. V roce 1950 už byla osadou Hory Svatého Šebestiána a o pět let později v důsledku vysídlení úředně zanikla.